# Shiramizu-Wasserfall (Ōita)
Der Shiramizu-Wasserfall (japanisch 白水の滝 Shiramizu-no-taki, „Weißwasser-Wasserfall“) liegt auf der japanischen Insel Kyushu auf dem Gebiet der Städte Taketa und Takamori an der Grenze der Präfekturen Kumamoto und Ōita. Seit dem 26. Juli 2007 ist er als Landschaftlich Schöner Ort auf nationaler Ebene registriert.
Das unterirdische Wasser des Aso sprudelt als Quellwasser aus dem Grundgestein. Der Wasserfall befindet sich am obersten Abschnitt des Flusses Daiya, einem Zufluss des Ōno (大野川), welcher nach Nordosten in die Beppu-Bucht der Seto-Inlandsee abfließt. Am Ōno und seinen Zuflüssen liegen zahlreiche Wasserfälle wie etwa die Chinda-Wasserfälle und der Harajiri-Wasserfall. Das Gebiet wurde vor etwa 90.000 Jahren mit pyroklastischen Strömen bedeckt, die bei der „Supereruption“ des Vulkans Aso auftraten. Die Felsen der Wasserfälle bestehen daher aus Tuff.
Ein Gemälde des Wasserfalls erschien im 1803 fertiggestellten „Bungo Kokushi“, einer Chorographie der Provinz Bungo. Damals wurde der Wasserfall noch als Hime-Wasserfall (陽目瀑) bezeichnet.